# 1825
1825 (MDCCCXXV) fue un año común comenzado en sábado según el calendario gregoriano.

## Acontecimientos

### Enero
- 7 de enero: en Chile se celebra el Parlamento de Tapihue entre loncos mapuches y blancos (representantes de la república).

### Febrero
- 3 al 5 de febrero: en la Bahía Alemana del mar del Norte mueren ahogadas unas 800 personas debido a una marejada ciclónica.
- 12 de febrero: en el Teatro del Conservatorio di San Sebastiano de Nápoles (Italia) se estrena la ópera Adelson e Salvini, de Vincenzo Bellini.

### Marzo
- 2 de marzo: Un terremoto de 7,0 sacude la ciudad argelina de Blida dejando cerca de 6.000 fallecidos.
- 4 de marzo: en Estados Unidos, John Quincy Adams jura como presidente.
- 30 de marzo: en Guadalajara de Buga (Colombia) el general colombiano Joaquín París Ricaurte le otorga independencia administrativa a la ciudad de Tuluá.

### Abril
- 1 de abril: en Fráncfort (Alemania) se interpreta por primera vez la Novena sinfonía de Ludwig van Beethoven.
- 1 de abril: en la localidad de Tumusla (Bolivia) se libra la última batalla del Alto Perú comandada por Carlos Medinaceli Lizarazu, donde muere el realista Pedro Antonio Olañeta.

### Junio
- 3 de junio: se funda la ciudad de Bella Vista, en la provincia de Corrientes (Argentina).
- 21 de junio: en la provincia de Andahuaylas (Perú), el general argentino José de San Martín crea el distrito de San Jerónimo.

### Agosto
- 6 de agosto: Las provincias del territorio de la entonces Real Audiencia de Charcas, declaran oficialmente su independencia del Reino de España, bajo el nombre de República de Bolívar, cuya nueva ciudad capital se decreta bajo el nombre de Sucre. A partir del 3 de octubre la República de Bolívar, pasa a llamarse oficialmente República de Bolivia.
- 25 de agosto: Uruguay declara su independencia de Brasil (en 1828 se constituye como Estado).
- 29 de agosto: El Reino de Portugal y el Imperio de Brasil firman el Tratado de Río de Janeiro.[1]

### Octubre
- 3 de octubre: en aquel entonces el diputado de Potosí, Manuel Martín Cruz, expresó: «Si de Rómulo a Roma, de Bolívar a Bolivia». Esta idea fue muy aceptada por los políticos de la época, originándose así, el cambio de nombre de la República de Bolívar oficialmente a República de Bolivia.
- 25 de octubre: Estalla la Guerra del Brasil entre Argentina y el Imperio del Brasil por la posesión de la Banda Oriental.
- 31 de octubre: se promulga la primera constitución del Estado Interno de Occidente por Primer Congreso Constituyente.

### Noviembre
- 23 de noviembre: en la fortaleza de San Juan de Ulúa (México) se rinden las últimas fuerzas españolas.

### Diciembre
- 26 de diciembre: en San Petersburgo (Rusia) estalla la Revuelta Decembrista.

### Fechas desconocidas
- En el Reino Unido se inaugura la primera línea ferroviaria del mundo entre Stockton y Darlington.

## Arte y literatura
- Aleksandr Pushkin: Borís Godunov.

## Ciencia y tecnología
- Pierre Simon Laplace publica su libro Mecánica celeste.
- Joseph Nicéphore Niépce toma una Heliografía a un grabado del siglo XVII llamado Tirando de un caballo , que muchos creen es la primera fotografía de la historia.

## Nacimientos

### Marzo
- 12 de marzo: August Manns, director de orquesta y músico alemán (f. 1907).
- 15 de marzo: Aníbal Pinto Garmendia, presidente chileno (f. 1884).

### Mayo
- 4 de mayo: Thomas Henry Huxley, biólogo británico (f. 1895).

### Junio
- 28 de junio: Richard August Carl Emil Erlenmeyer, químico alemán (f. 1909).

### Julio
- 3 de julio: Laureano Fuentes Matons, violinista, director de orquesta y compositor cubano (f. 1898).
- 20 de julio: Nicasio Oroño, jurista y político argentino (f. 1904).
- 21 de julio: Práxedes Mateo Sagasta, político español (f. 1903).

### Agosto
- 15 de agosto: Bernardo Guimarães, escritor y poeta brasileño (f. 1884).

### Septiembre
- 19 de septiembre: Henry Charles Lea, historiador estadounidense (f. 1909).
- 26 de septiembre: Pedro Gamboni, inventor chileno (f. 1895).
- 28 de septiembre: Rafael Núñez, escritor y político colombiano (f. 1894)

### Octubre
- 1 de octubre: Luis Martos y Potestad, fue un militar y político conservador español (f. 1892).
- 28 de octubre: Johann Strauss (hijo), importante compositor y músico vienés (f. 1899).
- 30 de octubre: Randolph McCoy, estadounidense, líder de la familia McCoy durante el conflicto entre los Hatfield y los McCoy, en los Estados Unidos (f. 1914).

### Noviembre
- 30 de noviembre: Adolphe-William Bouguereau, pintor francés (f. 1905).

### Diciembre
- 2 de diciembre: Pedro II, emperador brasileño (f. 1891).
- 14 de diciembre: Ezequiel Hurtado, militar y presidente colombiano (f. 1890).
- 18 de diciembre: Mariano Ignacio Prado, militar y presidente peruano (f. 1901).

## Fallecimientos

### Enero
- 4 de enero: Fernando I, rey de las Dos Sicilias entre 1759 y 1825 (n. 1751).
- 28 de enero: Bernardo de Monteagudo, abogado y periodista argentino (n. 1789).

### Febrero
- 17 de febrero: Silvestre Pérez, arquitecto español (n. 1767).

### Marzo
- 4 de marzo: Hercules Mulligan, sastre y espía irlandés (n. 1740).
- 9 de marzo: Anna Laetitia Barbauld, poetisa, ensayista y escritora de libros para niños británica (n. 1743).
- 26 de marzo: Jean Vincent Félix Lamouroux, biólogo naturalista francés (n. 1779).

### Abril
- 2 de abril: Pedro Antonio Olañeta, militar español (n. 1770).

### Mayo
- 7 de mayo: Antonio Salieri, compositor italiano (n. 1750).

### Junio
- 4 de junio: Domingo French militar argentino (n. 1774).
- 9 de junio: Paulina Bonaparte, personalidad francesa (n. 1780).

### Julio
- 23 de julio: Bernardo del Espíritu Santo Martínez y Ocejo, obispo mexicano (n. 1759).

### Agosto
- 20 de agosto: Juan Martín Díez, «el Empecinado», guerrillero español (n. 1775).

### Noviembre
- 14 de noviembre: Jean Paul, escritor alemán (n. 1763).
- 27 de noviembre: Manuel Jordán Valdivieso, militar chileno (n. 1798).

### Diciembre
- 1 de diciembre: Alejandro I, zar ruso entre 1801 y 1825.
- 25 de diciembre: Manuel Tolsá, arquitecto y escultor español (n. 1757).